# Техеда-де-Тьєтар
Техеда-де-Тьєтар (ісп. Tejeda de Tiétar) — муніципалітет в Іспанії, у складі автономної спільноти Естремадура, у провінції Касерес. Населення — 883 особи (2010).
Муніципалітет розташований на відстані близько 190 км на захід від Мадрида, 75 км на північний схід від Касереса.
На території муніципалітету розташовані такі населені пункти: (дані про населення за 2010 рік)
- Техеда-де-Тьєтар: 658 осіб
- Вальдеіньїгос: 225 осіб

## Демографія
Динаміка населення (INE ):

## Галерея зображень

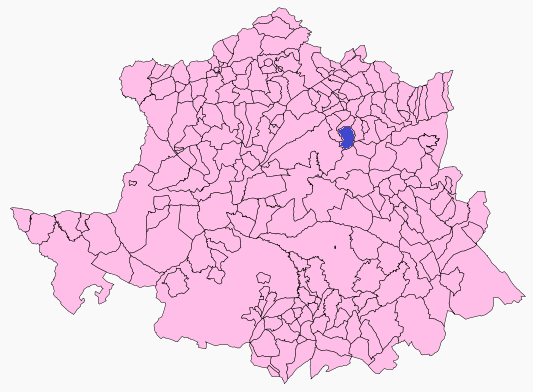
Розташування муніципалітету у провінції Касерес